# ツェツェルレグ市
ツェツェルレグ（モンゴル語: Цэцэрлэг; ᠴᠡᠴᠡᠷᠯᠢᠭ、英語: Tsetserleg、庭を意味する）はモンゴル国アルハンガイ県の県庁所在地である。 ハンガイ山脈の北東側ふもと、ウランバートルの南西600キロメートル (370 mi)に位置する。人口は16,553人（2000年国勢調査、エルデネブルガン郡地方の人口は18,519）、16,618人（2003年推定）、16,300人（2006年推定）である。ツェツェルレグは地理的にはアルハンガイ県南部のブルガン郡に位置し、同県北部にあるツェツェルレグ郡とは異なる。1992年、ツェツェルレグはエルデネブルガン郡 (ソム)として設計された。面積は536平方キロメートル (207 sq mi)である。

## 歴史

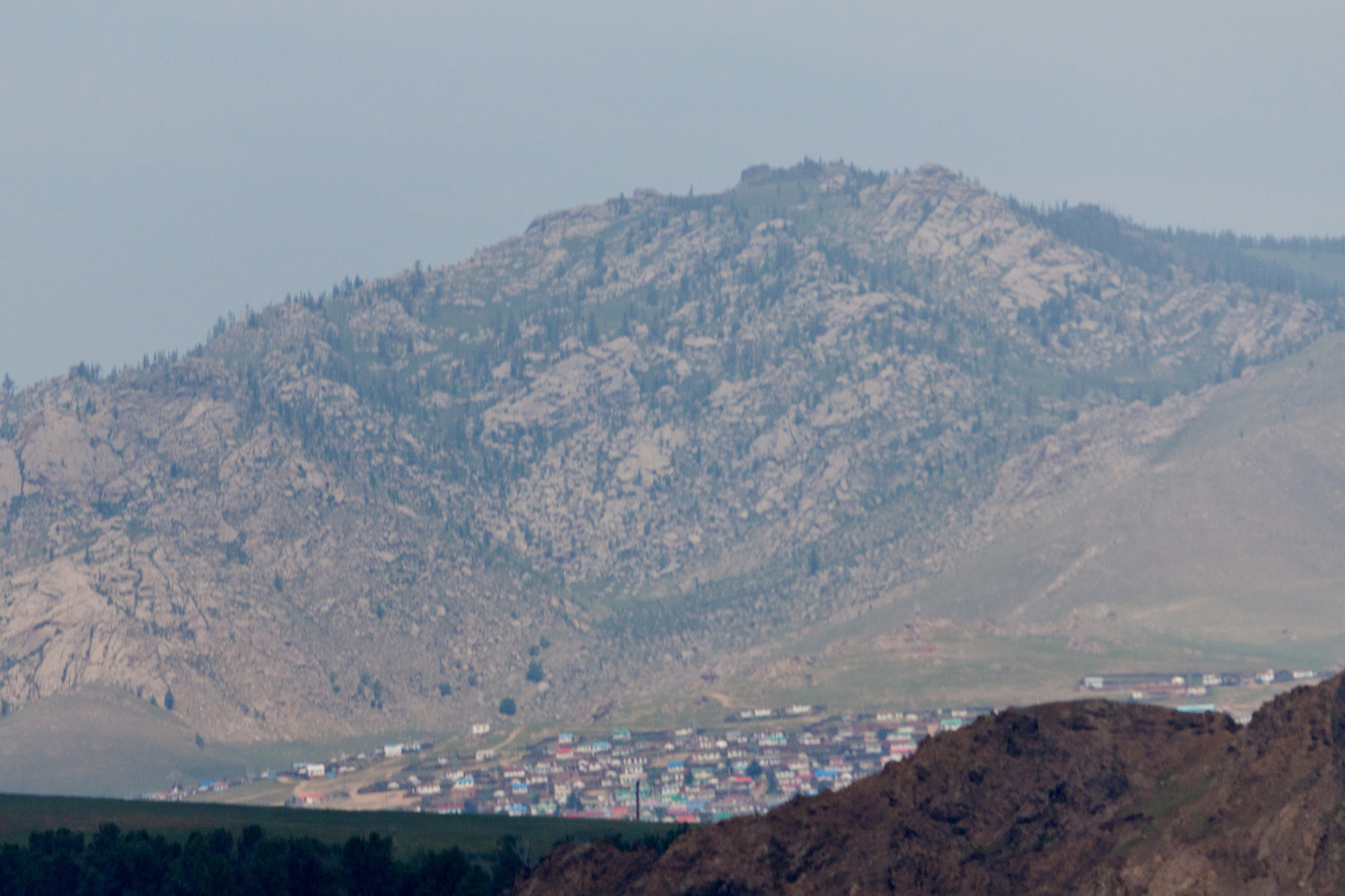
南方からみたツェツェルレグ

ツェツェルレグは古くから文化と商業の中心となっている。
かつて、初代ハルハ ザヤ パンディタ（Khalkh Zaya Pandita）のルブサンペレンレイ（Luvsanperenlei、1642-1715）（ザヤ パンディタのナムカイジャンツァン（Namkhaijantsan、1599-1662）とは別人）によって建設された修道院（Zayiin Gegeen Monastery）があった。
中央のグデンサム（Guden Süm）、右（夏）セムチン（Semchin）寺、左（冬）セムチン寺があり、すべては1680年代はじめに建てられた。
ザヤ パンディタ6世のジャムバツェレン（Jambatseren）は共産主義者たちによって1932年に殺害され、中心のグデン寺は博物館になった。
ザヤ パンディタ7世はいるが、ほとんどをウランバートルで過ごしており、時々訪れる程度である。

## 施設
ツェツェルレグにはウランバートルとの定期便が運航されている空港、劇場、病院、農業大学がある。主な産業は食品加工である。

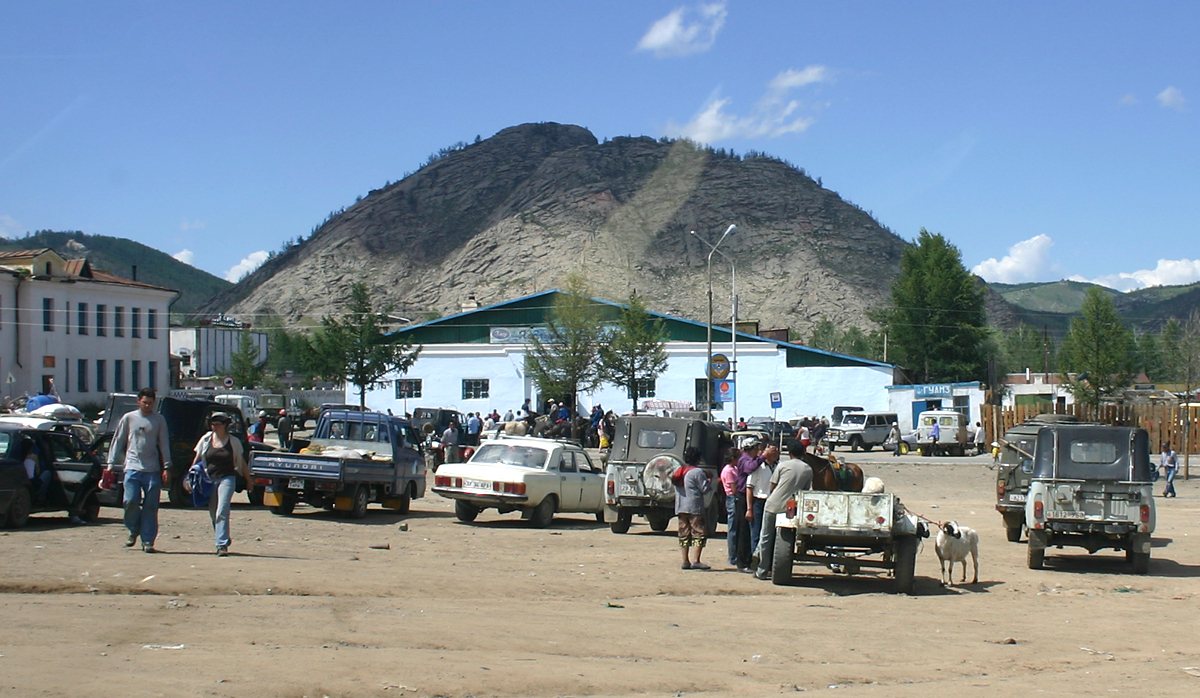
ツェツェルレグの市場

## 有名人
- バーバル（英語版）（バット-エルデニン バットバヤル）歴史家
- ラドナアスムベレリン・ゴンチグドルジ（英語版）
- ゲレグジャムチン・ウスクバヤル（英語版） 格闘家
- マイダルジャヴィン・ガンゾリグ、宇宙飛行士・科学者

## 気候
ツェツェルレグの気候は乾燥した冬のある亜寒帯気候（Dwc）である。微気候の一部で、モンゴル内の他の地域と比べ夏は涼しく冬は暖かい。風速も平均と比べ穏やかである。冬で最も寒い月は1月で、国内で最も暖かい場所となることがよくあり、-30℃を下回ることは滅多にない。通常夜は-15℃から-25℃、日中は5℃から15℃程度である。2014年と2015年の1月における最低気温は-26℃（瞬間最低値）、平均最低気温は-16℃であった。これはウランバートルの平均最低気温-28.5℃（同年月）よりも12℃暖かく、フフホト市の平均最低気温-16℃（同年月）と同じである。
2015年1月の平均最高気温は0℃、平均気温は-9℃でいずれもフフホトと同じである。2015年1月で最高気温が0℃を超えた日が10日あり、その中で最も暖かかった日の最高気温は7℃であった。これはフフホトよりも暖かかった（同年月で最高気温が0℃を超えた日が8日あり、その中で最も暖かかった日の最高気温は6℃であった）。モンゴル内では他にダランザドガドとアルバイヘールで穏やかな気候がみられる。瞬間的には同じ気温となったが、平均最低気温と最高気温は少し暖かく-15℃、8℃であった。ツェツェルレグはUSDAの植物生育可能地域5に属する。
| ツェツェルレグの気候     | ツェツェルレグの気候 | ツェツェルレグの気候 | ツェツェルレグの気候 | ツェツェルレグの気候 | ツェツェルレグの気候 | ツェツェルレグの気候 | ツェツェルレグの気候 | ツェツェルレグの気候 | ツェツェルレグの気候 | ツェツェルレグの気候 | ツェツェルレグの気候 | ツェツェルレグの気候 | ツェツェルレグの気候 |
| 月                       | 1月                  | 2月                  | 3月                  | 4月                  | 5月                  | 6月                  | 7月                  | 8月                  | 9月                  | 10月                 | 11月                 | 12月                 | 年                   |
| ------------------------ | -------------------- | -------------------- | -------------------- | -------------------- | -------------------- | -------------------- | -------------------- | -------------------- | -------------------- | -------------------- | -------------------- | -------------------- | -------------------- |
| 最高気温記録 °C （°F）   | 6.9 (44.4)           | 11.9 (53.4)          | 17.1 (62.8)          | 25.8 (78.4)          | 28.7 (83.7)          | 31.3 (88.3)          | 30.1 (86.2)          | 31.3 (88.3)          | 26.8 (80.2)          | 22.8 (73)            | 15.8 (60.4)          | 11.1 (52)            | 31.3 (88.3)          |
| 平均最高気温 °C （°F）   | −8.1 (17.4)          | −6.4 (20.5)          | 0.2 (32.4)           | 8.1 (46.6)           | 16.0 (60.8)          | 20.1 (68.2)          | 20.5 (68.9)          | 19.3 (66.7)          | 15.1 (59.2)          | 8.0 (46.4)           | −1.0 (30.2)          | −6.5 (20.3)          | 7.11 (44.8)          |
| 日平均気温 °C （°F）     | −14.8 (5.4)          | −13.5 (7.7)          | −6.8 (19.8)          | 1.0 (33.8)           | 8.7 (47.7)           | 13.0 (55.4)          | 14.3 (57.7)          | 12.8 (55)            | 7.5 (45.5)           | 0.3 (32.5)           | −7.5 (18.5)          | −12.9 (8.8)          | 0.17 (32.32)         |
| 平均最低気温 °C （°F）   | −20.4 (−4.7)         | −19.3 (−2.7)         | −13.0 (8.6)          | −4.5 (23.9)          | 1.7 (35.1)           | 6.5 (43.7)           | 8.7 (47.7)           | 6.8 (44.2)           | 1.5 (34.7)           | −5.2 (22.6)          | −13.1 (8.4)          | −18.2 (−0.8)         | −5.71 (21.73)        |
| 最低気温記録 °C （°F）   | −36.3 (−33.3)        | −35.1 (−31.2)        | −30.9 (−23.6)        | −21.2 (−6.2)         | −11.6 (11.1)         | −6.5 (20.3)          | 0.0 (32)             | −1.4 (29.5)          | −9.6 (14.7)          | −23.6 (−10.5)        | −28.2 (−18.8)        | −35.4 (−31.7)        | −36.3 (−33.3)        |
| 降水量 mm （inch）       | 1.9 (0.075)          | 2.7 (0.106)          | 5.8 (0.228)          | 16.3 (0.642)         | 32.6 (1.283)         | 63.1 (2.484)         | 75.4 (2.969)         | 66.9 (2.634)         | 26.7 (1.051)         | 13.4 (0.528)         | 5.8 (0.228)          | 2.6 (0.102)          | 313.2 (12.33)        |
| 平均降水日数 （≥1.0 mm） | 0.7                  | 0.9                  | 2.0                  | 4.3                  | 5.8                  | 9.9                  | 13.5                 | 11.8                 | 5.0                  | 3.3                  | 1.9                  | 1.1                  | 60.2                 |
| 平均月間日照時間         | 185.7                | 197.2                | 250.2                | 245.6                | 279.6                | 275.4                | 265.2                | 260.5                | 254.0                | 232.5                | 186.6                | 172.6                | 2,805.1              |
| 出典：NOAA (1961-1990)   |                      |                      |                      |                      |                      |                      |                      |                      |                      |                      |                      |                      |                      |

## 姉妹都市
| City                      | State / Region | Country        | Year | Sources     |
| ------------------------- | -------------- | -------------- | ---- | ----------- |
| ベリンハム (ワシントン州) | ワシントン州   | アメリカ合衆国 | 2011 | [ 6 ] [ 7 ] |

## 参照情報
1. ↑  Rural Poverty Reduction Programme[リンク切れ]
2. ↑  # Jan 2015 Climate History for Tsetserleg, Mongolia. Weather Underground.
3. ↑  Arkhangai Meteorological Department.
4. ↑  # Climate History for Tsetserleg, Mongolia. Weather Underground.
5. ↑  “Tsetserleg Climate Normals 1961-1990”.  National Oceanic and Atmospheric Administration. 2013年1月13日閲覧。
6. ↑  “Our Sister Cities”.   Bellingham Sister Cities Association. 2015年1月20日閲覧。
7. ↑  “Interactive City Directory”.   Sister Cities International. 2015年1月20日閲覧。